# دينيس تسومو
دينيس تسومو (بالفرنسية: Denis Tsoumou)‏ هو لاعب كرة قدم كونغولي في مركز الوسط، ولد في 9 نوفمبر 1978 في برازافيل في جمهورية الكونغو. شارك مع منتخب الكونغو لكرة القدم. أما مع النوادي، فقد لعب مع نادي أميان ونادي روديز ونادي غويونيون ونادي ليبورن ونادي نيور.

## وصلات خارجية
- دينيس تسومو على موقع الاتحاد الدولي (مؤرشف)  (الإنجليزية)
- دينيس تسومو على موقع قاعدة بيانات كرة القدم.إي يو (الإنجليزية)
- دينيس تسومو على موقع ليكيب (الفرنسية)
- دينيس تسومو على موقع ناشيونال فوتبول تيمز (الإنجليزية)